# L'Islet (municipalité)
Pour les articles homonymes, voir L'Islet.
L'Islet est une municipalité de la municipalité régionale de comté de L'Islet, au Québec, constituée le 1er janvier 2000. Elle est située dans la région administrative des Chaudière-Appalaches.

## Histoire
Le territoire de l'actuelle municipalité de L'Islet prit forme, dès 1677, avec les anciennes seigneuries de L'Islet-Saint-Jean et de Bonsecours.
Quatre municipalités se sont construites sur le territoire des deux seigneuries :
- en 1855, peu de temps après l'abolition du régime seigneurial, la municipalité de Notre-Dame-de-Bonsecours se constitue sur le territoire des deux seigneuries ;
- en 1868, la municipalité de Saint-Eugène se constitue sur une partie des terres de la municipalité de Notre-Dame-de-Bonsecours ;
- en 1911, le village de Bonsecours se constitue sur une partie des terres restantes de la municipalité de Notre-Dame-de-Bonsecours et, en 1968, le village change de nom pour L'Islet-sur-Mer ;
- en 1950, le village de L'Islet-Station se constitue sur une partie des terres restantes de la municipalité de Notre-Dame-de-Bonsecours ; en 1954, le village de L'Islet-Station prend le nom de L'Isletville ; en 1966, le village obtient le statut de ville sous le nom de ville de L'Islet.

Par la suite, les quatre municipalités se sont regroupées pour n'en former finalement qu'une :
- en 1981, une partie du territoire de Notre-Dame-de-Bonsecours est annexée à Saint-Eugène;
- en 1989, le reste du territoire de Notre-Dame-de-Bonsecours est annexé à L'Islet-sur-Mer;
- le 1er janvier 2000, les municipalités de L'Islet-sur-Mer, de Saint-Eugène et la ville de l'Islet fusionnent pour constituer l'actuelle municipalité de L'Islet.

## Géographie
Les rivières Tortue, Tortue Sud-Ouest, du Petit Moulin et le bras Saint-Nicolas, qui font partie du bassin versant de l'estuaire moyen du Saint-Laurent, traversent la municipalité.

## Démographie
| 1996  | 2001  | 2006  | 2011  | 2016  | 2021  |
| ----- | ----- | ----- | ----- | ----- | ----- |
| 3 878 | 3 866 | 3 840 | 3 999 | 3 827 | 3 803 |

## Administration
Les élections municipales se font en bloc pour le maire et les six conseillers.
| L'Islet Maires depuis 2000                                                                                           |                         |         |          |
| Élection | Maire                   | Qualité | Résultat |
| 2000 | Roger Bernier           |         |          |
| 2003 | Jacques Bernier         |         | Voir     |
| 2005 | Jacques Bernier         | Voir    |          |
| 2009 | André Caron             |         | Voir     |
| 2013 | André Caron             | Voir    |          |
| 2017 | Jean-François Pelletier |         | Voir     |
| 2021 | Germain Pelletier       |         | Voir     |
| Élection partielle en italique Depuis 2005, les élections sont simultanées dans toutes les municipalités québécoises |                         |         |          |

## Attraits touristiques

### Musée maritime du Québec

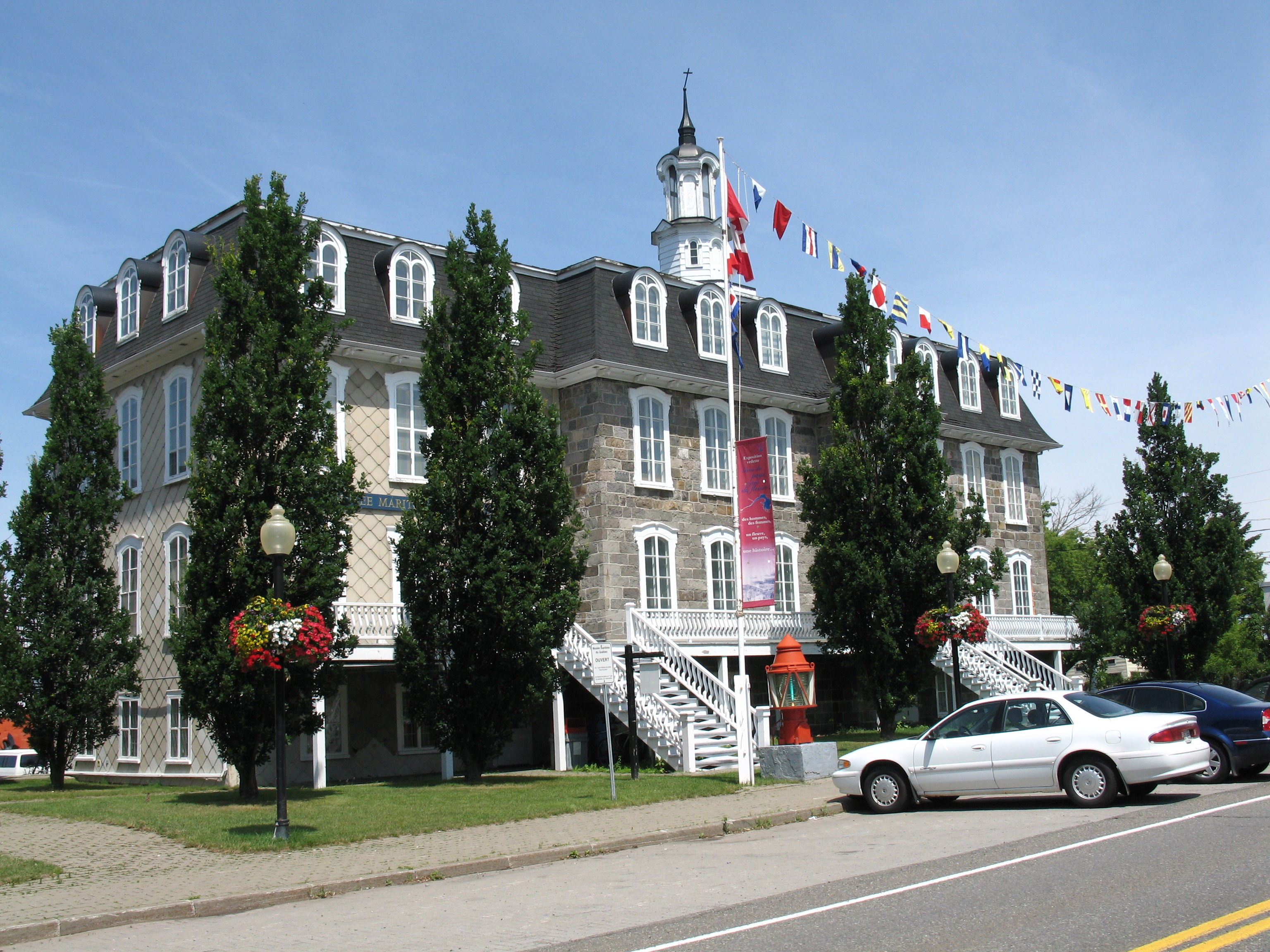
Le pavillon principal du Musée maritime du Québec.

Fondé en 1968, il est le plus important musée maritime du Québec et le propriétaire de la collection nationale maritime du Québec. Sa collection comprend une grande quantité d'artefacts et de documents reliés au domaine maritime et il possède aussi des navires historiques grandeur nature. Le musée cherche à protéger le patrimoine maritime qui lui a été confié ainsi qu'à le faire connaître auprès des visiteurs.

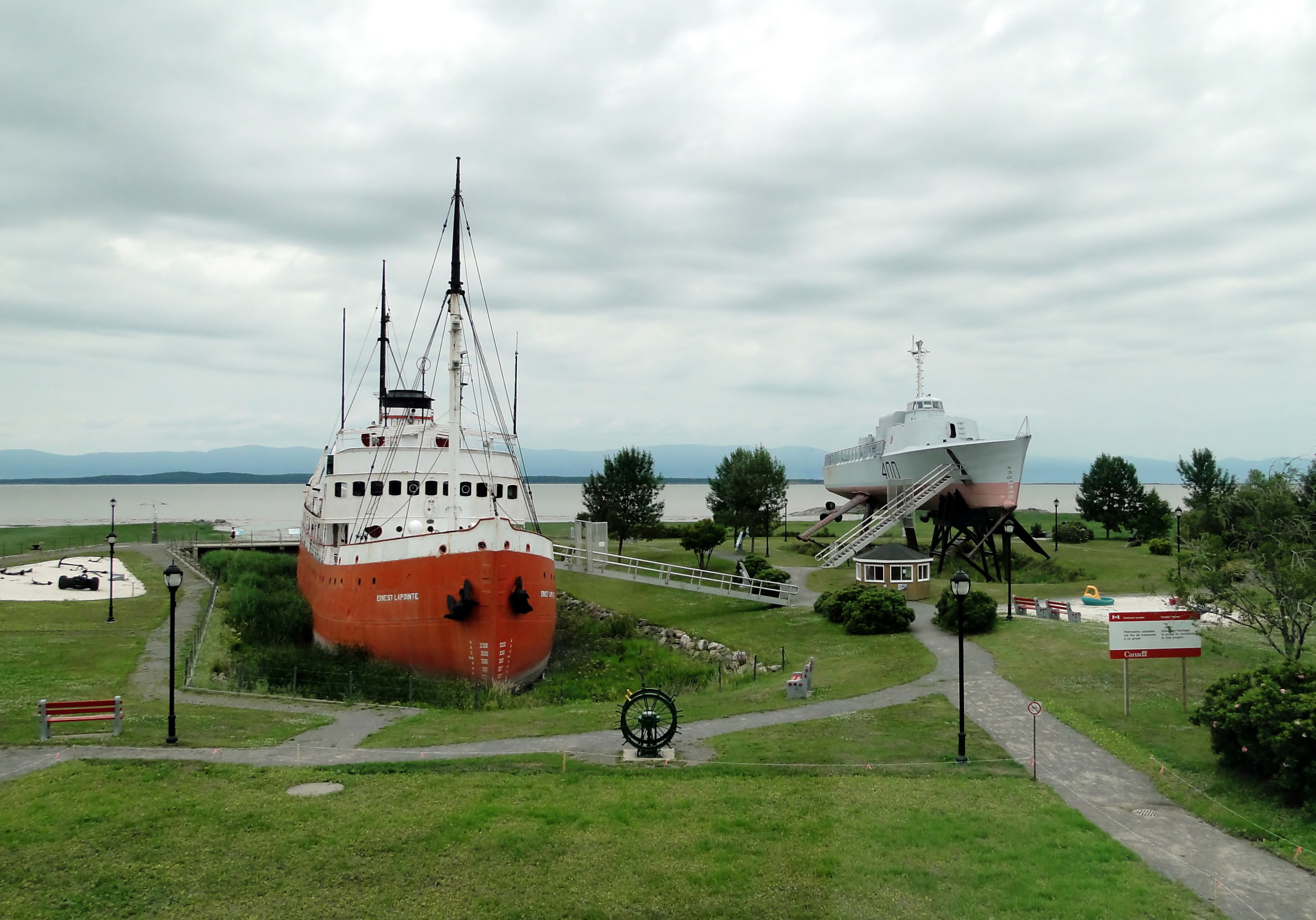
L’Ernest Lapointe et le HMCS Bras d'Or 400 au Musée maritime

Dans le pavillon principal du musée, les visiteurs peuvent découvrir plusieurs expositions sur le monde maritime. Une des particularités du musée est de rappeler le souvenir du capitaine Joseph-Elzéar Bernier, un marin originaire de l'Islet, qui a voyagé dans l'Arctique et y a « affirmé la souveraineté canadienne ». Dans le pavillon principal du musée, les visiteurs peuvent découvrir plusieurs expositions sur le monde maritime.
On peut aussi y visiter une chalouperie qui contient de nombreuses embarcations de petites tailles et qui avaient diverses utilités. Les visiteurs peuvent aussi voir dans le parc extérieur Hydro-Québec, deux navires grandeur nature, soit le brise-glace à la retraite NGCC Ernest Lapointe et le NCSM Bras d'Or 400, un hydroptère expérimental qui pouvait élever sa coque hors de l'eau pour diminuer le frottement et atteindre ainsi une plus grande vitesse.

### Migration des oies blanches

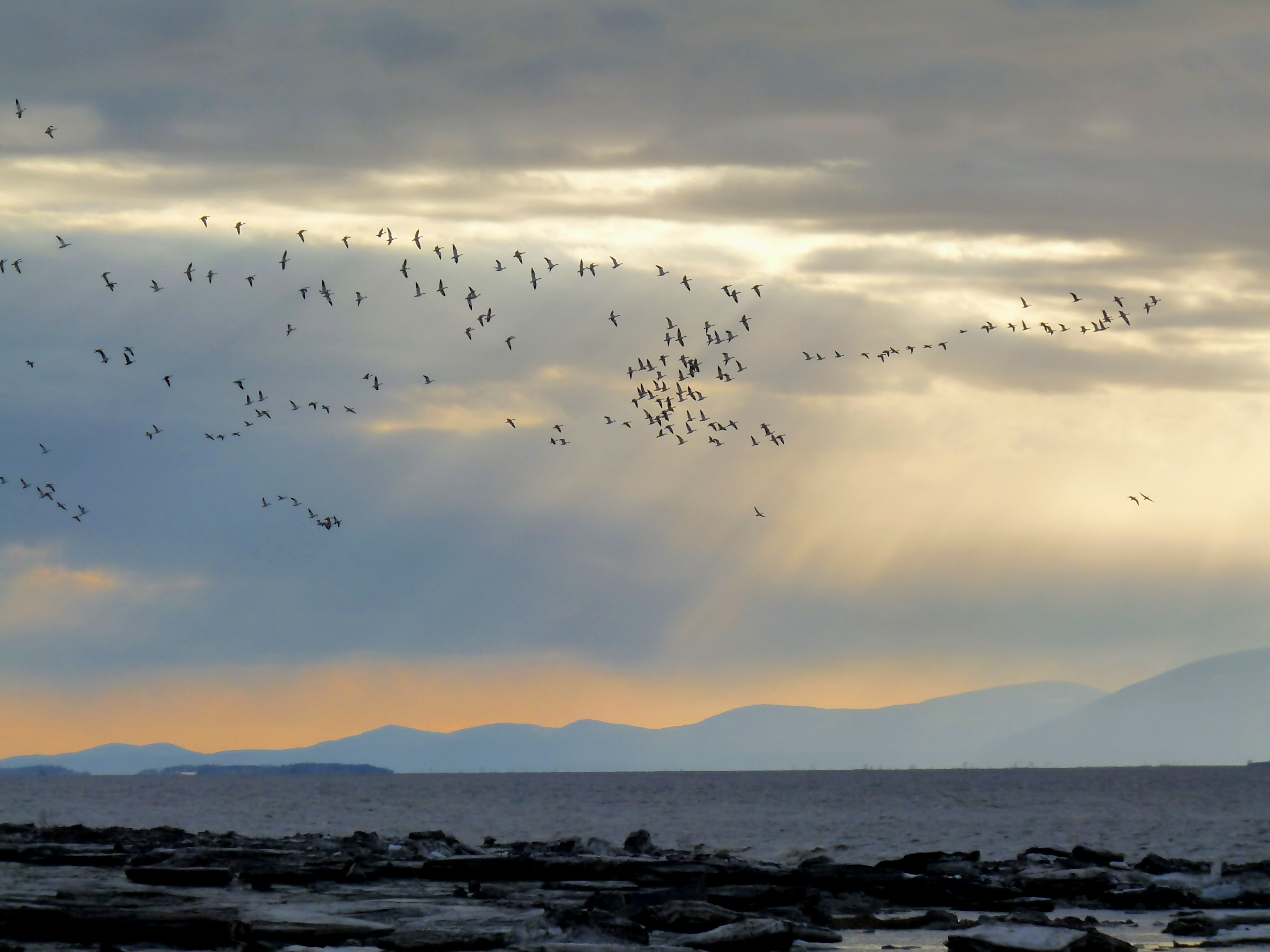
Volée d'oies blanches survolant le fleuve Saint-Laurent à L'Islet, 2009.

Au printemps et à l'automne, des millions d'oies blanches font escale pour quelques semaines sur les rives du Saint-Laurent pour se repaître de la scirpe d'Amérique qui pousse sur l'estran du fleuve. L'estran est la partie de la rive qui est couverte d'eau à marée haute mais découverte à marée basse.
L'abondance de scirpe à la hauteur de L'Islet amène une grande concentration d'oies (et de touristes!) à L'Islet. À L'Islet et dans la région, les gens ont donné le nom de foin de mer à la scirpe d'Amérique.

### Église du secteur L'Islet-sur-Mer

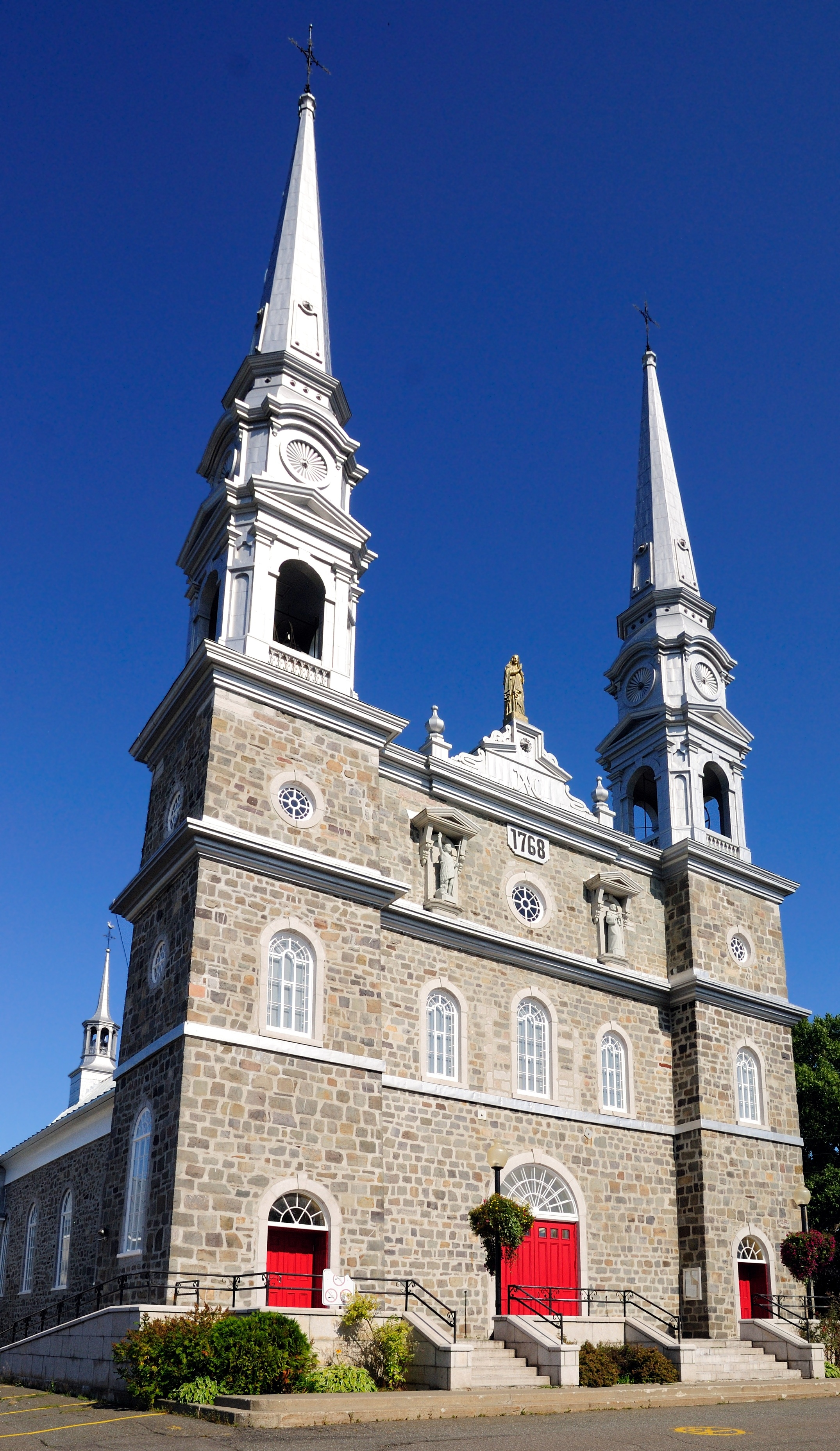
Façade et parvi de l'église Notre-Dame-de-Bon-Secours à L'Islet, 2008.

L'Église Notre-Dame-de-Bonsecours, construite en 1768, est classée monument historique. Elle contient un magnifique chemin de croix en bois sculpté.

## Personnalités nées à L'Islet
- Joseph-François Couillard-Després (1765-1828)
- Édouard-Séverin Fafard (1829-1909), prêtre catholique qui a fondé la municipalité de paroisse de Saint-Séverin-de-Beaurivage (aujourd'hui Saint-Séverin en 1864.
- Joseph-Elzéar Bernier (1852-1934), navigateur qui a proclamé la souveraineté du Canada sur les îles de l'Arctique en 1909.
- Lyne Fortin (1962), soprano de réputation internationale.
- Xavier Bourgault (2002), joueur de hockey sur glace professionnel.